# 海姆達爾撞擊坑 (火星)
海姆達爾撞擊坑（英語：Heimdal）是火星上一個相對年輕的撞擊坑，位於火星北極附近的北方大平原。以挪威海德馬克郡的小鎮海姆達爾命名。
該撞擊坑距離凤凰号火星探测器的降落地點約 20 公里。鳳凰號的降落區域相信被海姆達爾撞擊坑的噴發物覆蓋。鳳凰號在降落時和其降落傘一起被火星侦察轨道器拍攝到，背景即為該撞擊坑。

## 外部連結
- Announcement of naming
- Heimdal at the Astronomy Picture of the Day （页面存档备份，存于）